# Suzette Jordan
Suzette Jordan (1974 Kalkata - 14. března 2015 Kalkata) byla indická zastánkyně ženských práv a bojovnice proti znásilňování. Sama přežila hromadné znásilnění v Park Street v Kalkatě. Nejprve byla její identita skryta a v roce 2013 se veřejně přihlásila jako oběť medializovaného případu znásilnění v Park Street. Rozhodla se veřejně promluvit na protest proti stále probíhajícím znásilněním a vraždách žen a aby dodala odvahu ostatním ženám o znásilněních promluvit.

Když odhalila svou identitu, jako přeživší znásilnění, řekla: 
| „ | „Proč bych měla skrývat svou identitu, když to nebyla moje chyba? Proč bych se měla stydět za něco, co jsem nezapříčinila? Byla jsem vystavena brutalitě, byla jsem vystavena mučení, byla jsem vystavena znásilnění, a bojuji a budu bojovat.“ | “ |

V prosinci 2015 shledal soud v Kalkatě vinu u všech pěti obžalovaných.
Stala se aktivistkou za ženská práva a krátce pracovala jako poradkyně na FB stránce pro pomoc obětem sexuálního a domácího násilí. Vyjadřovala se proti ponižování a diskriminaci obětí, například, když jí byl v Kalkatě odepřen přístup do restaurace.
Měla dvě dcery a zemřela ve věku čtyřiceti let na meningo-encefalitidu.